# HD 114729

## Звезда
HD 114729 — звезда на расстоянии 114 световых лет от Земли в созвездии Центавра. Как и наше Солнце, это жёлтый карлик спектрального класса G3V. По массе на 10 % меньше Солнца, но в два раза ярче. Это указывает на намного больший возраст, возможно, свыше 10 миллиардов лет.
В 2003 году команда «California and Carnegie Planet Search» объявила об открытии планеты, вращающейся вокруг звезды. Орбита этой планеты проходит в два раза дальше от звезды, чем у Земли от Солнца. Масса планеты оценивается в 95 % юпитерианской.

## Планета
- Большая полуось а. е.: 2,08
- Масса (в массах Юпитера): 0,82
- Орбитальный период дней: 1131,478
- эксцентриситет: 0,31
- Аргумент перицентра (омега) 80
- тип: Водный гигант
- год открытия: 2002
- температура поверхности:
- период вращения:
- наличие сателлитов:
- Предположительный радиус
- вероятность зарождения жизни:
- дата посещения звездолётами Земли:
- Эффективная Земная орбита 1,47 а. е.